# Bio Farma

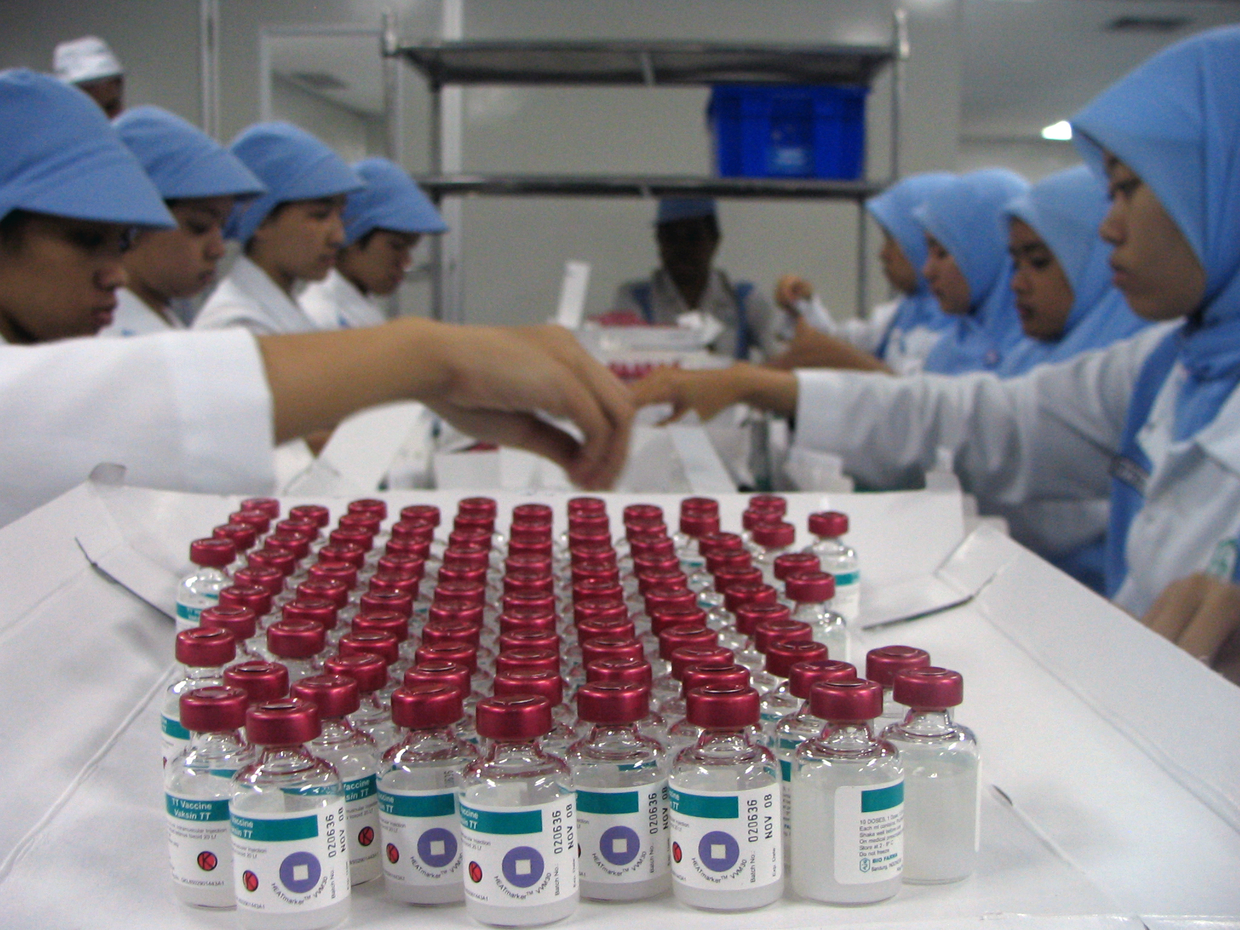
Vaccinflaskor i Bio Farmas produktionsanläggning, 2017

PT Bio Farma (Persero) är ett indonesiskt statligt företag, som är baserat i Bandung och tillverkar vacciner mot bland andra mässling, polio och hepatit B.

## Historik
Bio Farma grundades 1890 i dåvarande Batavia i dåvarande Nederländska Ostindien som Parc-vaccinogène, ett statligt institut för vaccinutveckling, som var knutet till det franska Institut Pasteur. 
I samband med påbörjandet av en flytt av administrationen för Nederländska Ostindien till Bandung, flyttade institutet dit 1923.

## Vaccin mot covid-19
Bio Farma har under 2020 samarbetat med kinesiska Sinovac Biotech för att utveckla Covid-19-vaccinet CoronaVac. Bio Farma planerar att producera 250 miljoner doser per år.